# Ramiro Cristóbal
Ramiro Nicolás Cristóbal Calderón (Fray Bentos, 10 aprile 1996) è un calciatore uruguaiano, centrocampista del Mushuc Runa.

## Caratteristiche tecniche
È un centrocampista centrale.

## Carriera

### Club
Cresciuto nel settore giovanile del Defensor Sporting, ha esordito il 4 giugno 2017 in occasione del match di campionato vinto 2-1 contro il Rampla Juniors.

### Nazionale
Ha giocato nella nazionale uruguaiana Under-17.